# Museo ebraico di Berlino

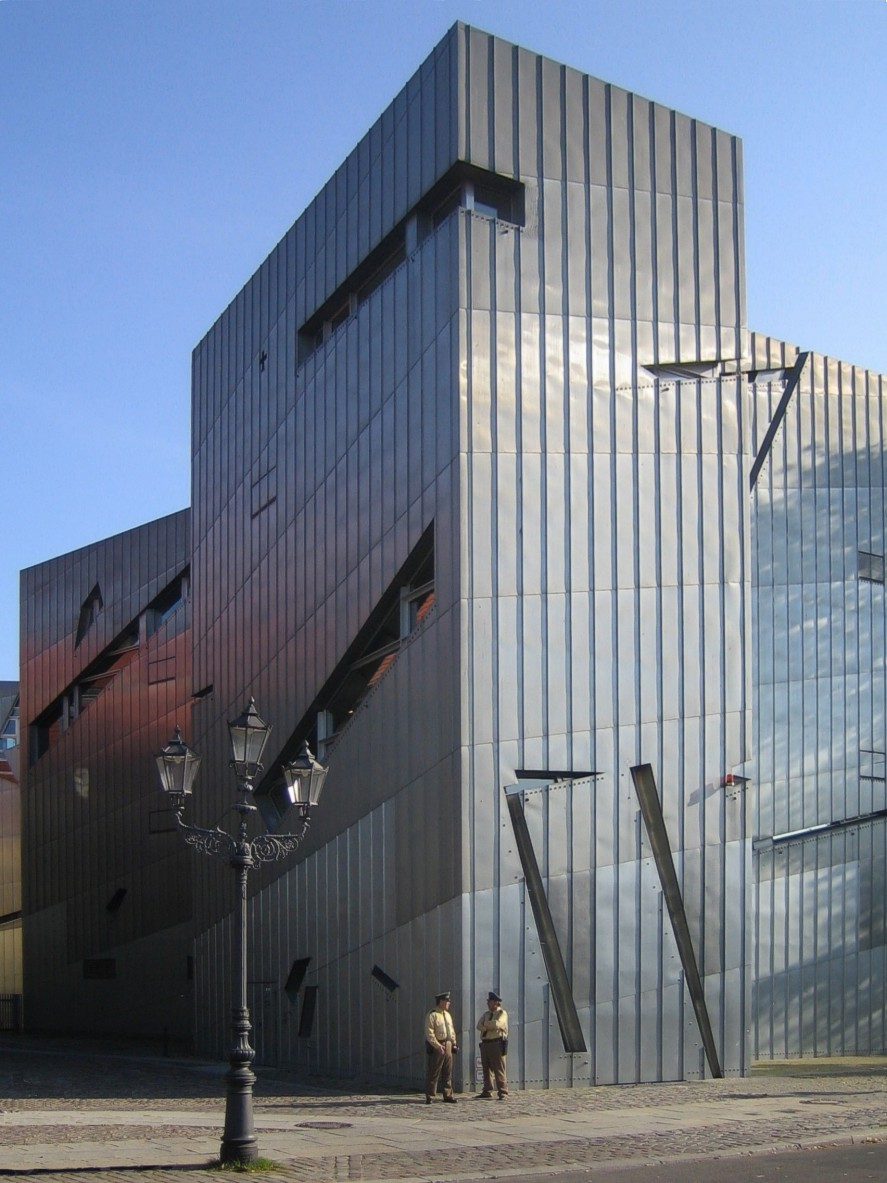
Facciata del museo

Il Museo Ebraico di Berlino (in tedesco Jüdisches Museum Berlin) è il più grande museo ebraico in Europa, situato a Berlino. Esso è composto da due edifici, uno dei quali è un ampliamento appositamente progettato dall'architetto Daniel Libeskind, una collezione permanente e svariate esposizioni temporanee raccontano due millenni di storia degli ebrei in Germania. Dopo due anni di ristrutturazione, la nuova mostra permanente "L’ebraismo in Germania – Tra storia e presente" ha aperto le sue porte il 23 agosto 2020. Trasmette la storia, la cultura e il presente ebraico in Germania con un nuovo orientamento e una nuova scenografia.
Il museo comprende anche un archivio, una biblioteca e l'Accademia W. Michael Blumenthal. Queste strutture servono a trasmettere la cultura ebraica e la storia ebraico-tedesca.

## Storia
Originariamente il museo aveva sede in un edificio situato a Oranienburger Straße, ma venne chiuso nel 1938 dal regime nazista. Parte della collezione sopravviveva nella Berlino Ovest, presso il palazzo storico del Kollegienhaus principalmente per merito della Repubblica Federale Tedesca, che promuoveva il grande valore della cultura storica. Sotto la tutela della Germania dell'Ovest, l'idea di riaprire il museo iniziò a circolare nel 1971 e nel 1975 venne fondato un comitato per promuovere tale progetto, il cui primo embrione si ebbe dopo una mostra sulla storia ebraica tenutasi a Berlino nel 1978.
Solo 10 anni dopo, nel 1988 il Senato di Berlino ovest annuncia il concorso internazionale per la progettazione di una nuova sede, che doveva essere più funzionale e moderna, che potesse ospitare la collezione intera autonomamente, visto che sino ad allora era rimasta come "dipartimento ebraico" del Berlin-Museum. Nell'aprile dell'anno successivo viene annunciato il vincitore del concorso: l'originale progetto di Daniel Libeskind.
Nel 1999 al museo venne finalmente riconosciuta la propria autonomia come istituzione ed ebbe anche una propria sede definitiva, anche grazie alle proposte e alle idee dello stesso Libeskind. Il palazzo che ospita il museo è stato ultimato nello stesso anno, mentre l'inaugurazione ufficiale è avvenuta nel 2001.

## Architettura dell'edificio
L'edificio che ospita il museo si distingue notevolmente dalla tipologia solita dei musei: non risponde a nessun criterio di funzionalità poiché la linea guida seguita per la realizzazione del progetto è stata quella di raccontare la storia degli ebrei, in particolare degli ebrei in Germania. L'edificio stesso può essere considerato un'opera d'arte, poiché mescola architettura e scultura.

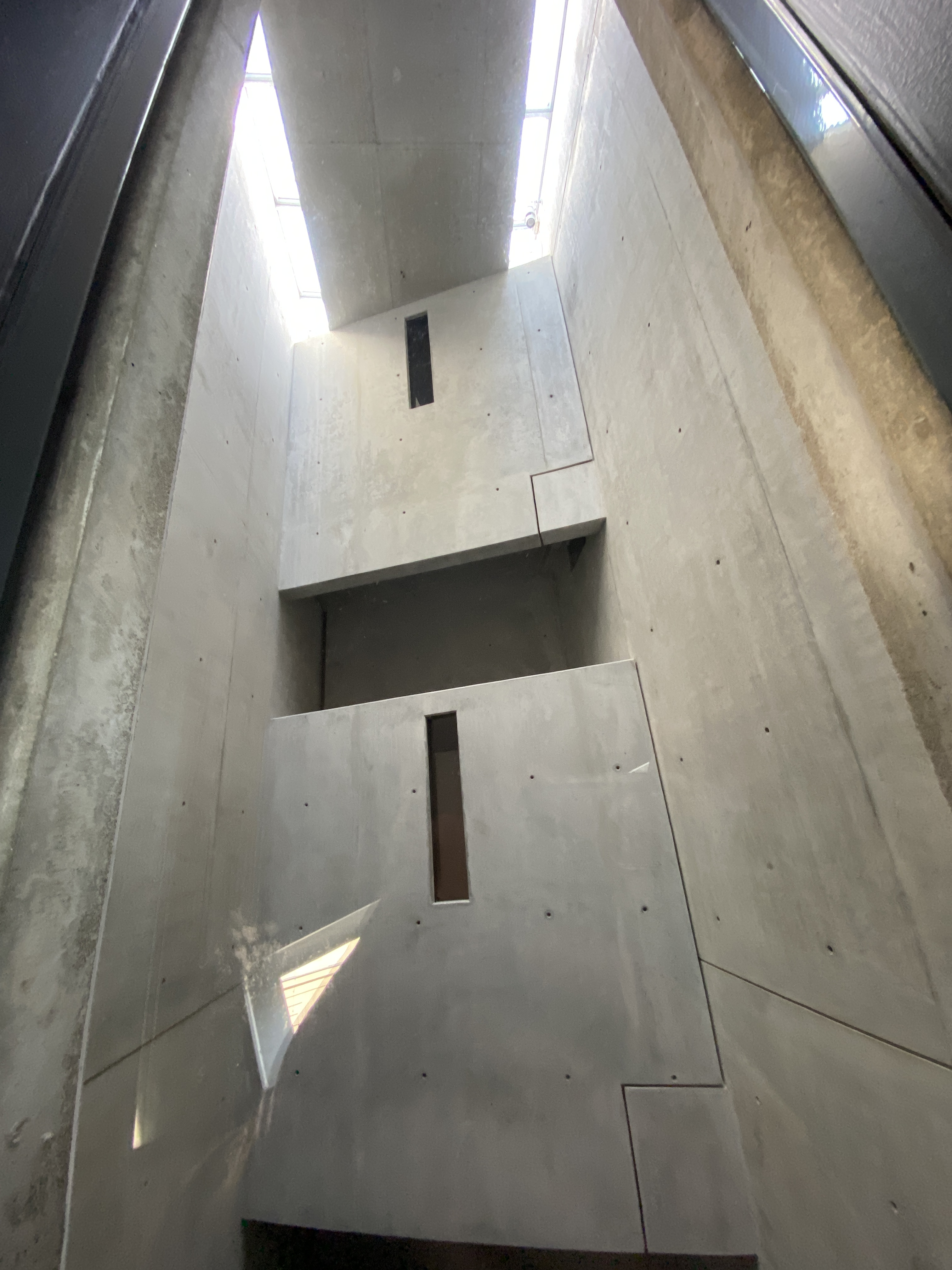
Uno dei voids presenti nel Museo Ebraico di Berlino.

Libeskind ha battezzato il suo progetto between the lines (tra le linee) e nei punti in cui le due linee si intersecano si formano spazi vuoti detti voids, che attraversano l'intera costruzione del museo e ne sono concettualmente l'elemento strutturale centrale. Spazi in cui non è possibile entrare, privi di luce artificiale e climatizzazione che rimandano nel significato alla radicale distruzione della vita ebraica che non è possibile mostrare. Ecco come l'architetto statunitense Daniel Libeskind li descrive:
"La parola inglese Void in architettura normalmente è un termine tecnico per dire che sopra o sotto non c'è nulla. 'Il vuoto' - in italiano. lo non volevo però creare uno spazio nel senso di questo termine tecnico che indica qualcosa di sconosciuto, bensì un luogo dell'incontro, un luogo dell'assenza, che tuttavia fosse uno spazio fisico. Il Void non è soltanto uno spazio concettuale. Lo si può vedere. Lo si può percepire visitando tutte le mostre. Non importa quanto sia attraversabile o e a volte impossibile da attraversare. Non importa che cosa si faccia, questo buco creerà sempre una discontinuità. Il buco non è particolarmente largo, ma basta per creare luce, un raggio di luce, che taglia la costruzione. La costruzione è divisa dalla luce. Ed è la luce che dischiude il senso di buona parte dell'edificio. È una storia raccontata attraverso la luce - dall'oscurità, dall'oscurità, dall'ingresso nel magnifico edificio barocco verso l'oscurità e poi verso i diversi assi che il visitatore può scegliere di seguire."
Visto dall'alto, l'edificio ha la forma di una linea a zig-zag, e per questa ragione è stato soprannominato blitz (fulmine in tedesco). La forma dell'edificio ricorda una stella di David decomposta e destrutturata. L'edificio è interamente ricoperto da lastre di zinco-titanio e le facciate sono attraversate da finestre molto sottili e allungate, disposte in modo diagonale, verticale e orizzontale più simili a squarci o ferite che a vere e proprie finestre, disposte in modo casuale

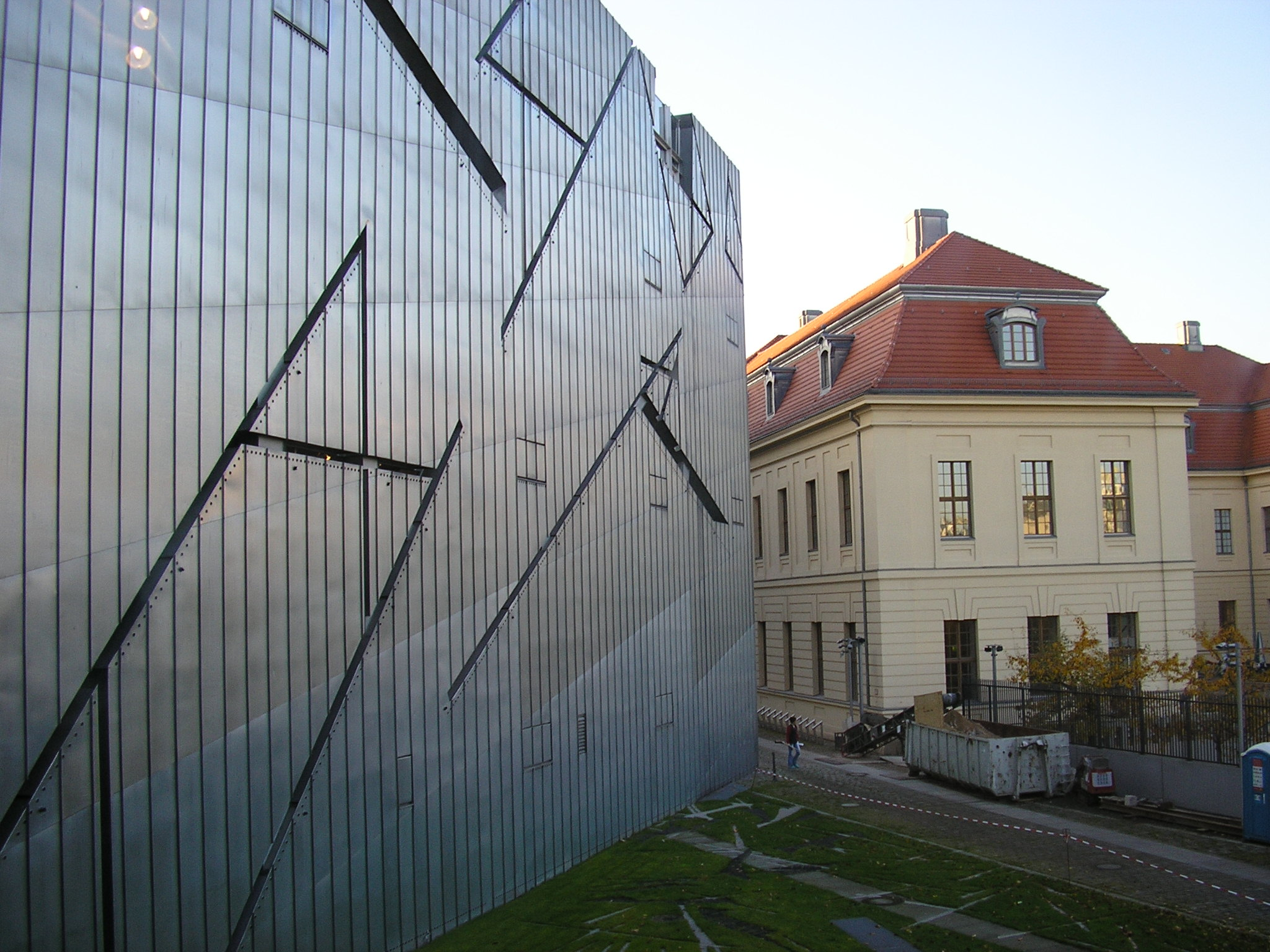
Vista posteriore del museo

Il museo non ha un ingresso dalla strada, ma vi si accede dall'adiacente Berlin-Museum. Una scala e un sentiero sotterraneo collegano i due edifici, questo a simboleggiare quanto la storia ebraica e quella tedesca siano collegate e connesse fra loro. La scala conduce ad un sotterraneo, composto di tre corridoi, denominati assi che simboleggiano i diversi destini del popolo ebraico: l'asse dell'Olocausto conduce ad una torre che è stata lasciata vuota, denominata la Torre dell'Olocausto; l'asse dell'Esilio conduce ad un giardino quadrato esterno, denominato Giardino dell'Esilio, racchiuso fra 49 colonne; l'asse della continuità, collegato agli altri due corridoi, che rappresenta il permanere degli ebrei in Germania nonostante l'Olocausto e l'Esilio. Questo asse conduce ad una scala, che a sua volta conduce alla costruzione principale. L'entrata al museo è stata intenzionalmente resa difficile e lunga, per infondere nel visitatore le sensazioni di sfida e di difficoltà che sono distintive della storia ebraica.

Di questa opera l'architetto Daniel Libeskind dirà:
"Non ho progettato questo museo andando in una biblioteca. Non ho nemmeno visitato gli archivi per scoprire più cose sugli ebrei di Berlino e della Germania. Tutto ciò mi appartiene, poiché i miei genitori erano entrambi dei sopravvissuti all'Olocausto. Mio padre e mia madre hanno perso 88 parenti diretti, che sono stati uccisi. lo non avevo nessuno zio. Nessuna zia. C'erano solo un paio di amici, che portavano il nome di zio e zia. lo non avevo idea che esistesse qualcosa come i nonni. Noi siamo vissuti in un altro mondo. Siamo vissuti in Polonia, sotto un regime comunista totalitario. Insomma, non c'era nulla su cui io dovevo prima fare delle ricerche. È piuttosto una questione della memoria."
e successivamente aggiungerà
"Ho sempre pensato che un edificio debba raccontare una storia. Non doveva essere solo un'astrazione, qualche finestra, qualche spazio, qualche oggetto. Doveva essere un percorso, un viaggio, ed è complessa questa storia....la storia degli ebrei in Germania...la distruzione di questa comunità avvenuta in un modo così orribile, come è accaduta nella Shoah. Come raccontare questa storia? Non attraverso le parole, perché un architetto non può raccontarla con le parole: la si può raccontare attraverso i materiali, proporzioni, con l'acustica, con un senso dello spazio."

### Kollegienhaus

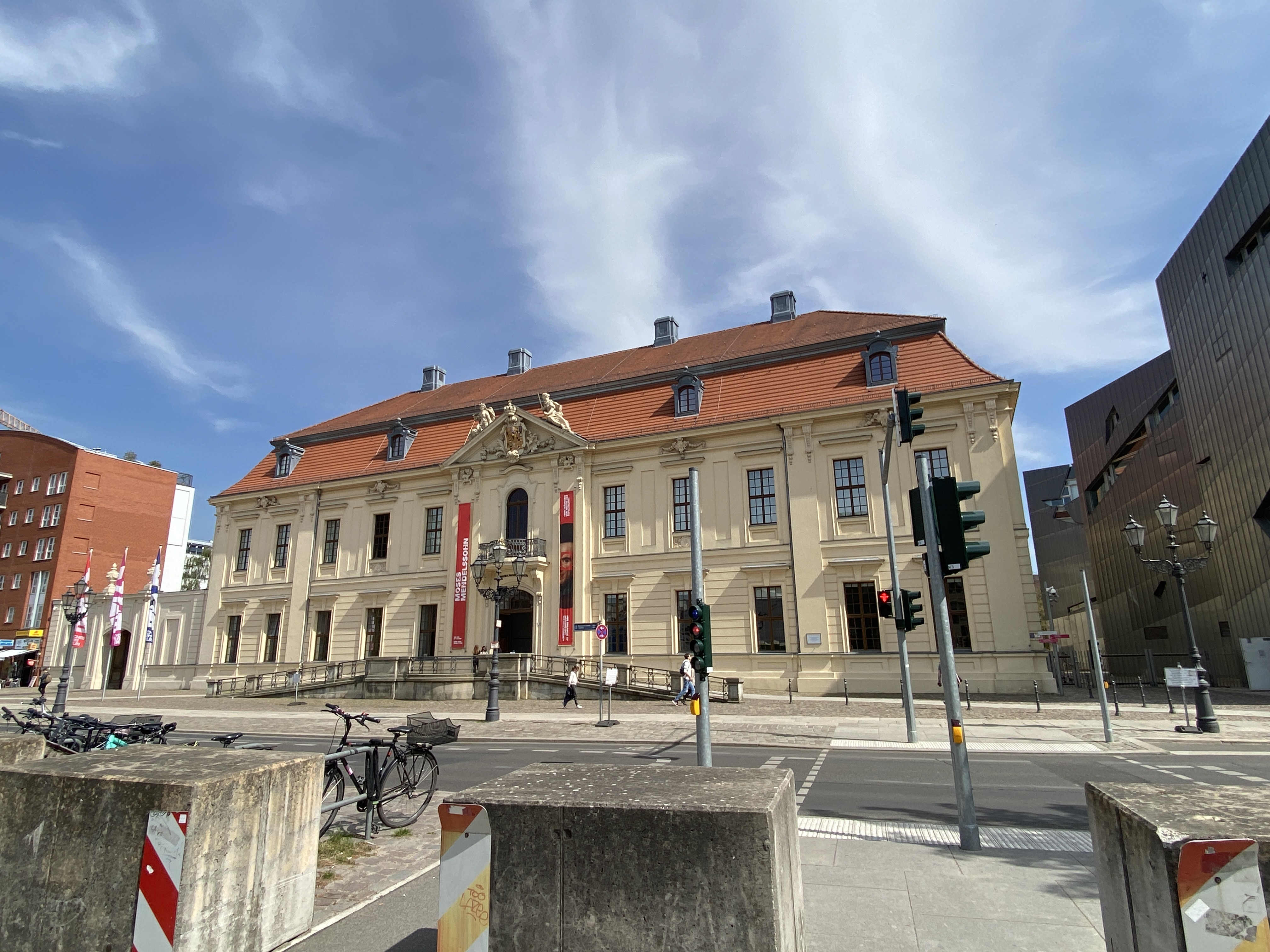
Vista frontale del Palazzo del Kollegienhaus

Il palazzo del Kollegienhaus, fu costruito nel 1735 su progetto di Philipp Gerlach, fu utilizzato per un lungo periodo come Corte d'Appello prussiana. Durante la seconda guerra mondiale venne parzialmente distrutto e la sua ricostruzione venne iniziata nel 1963 e l'edificio venne adibito a museo della storia di Berlino. Questo perché, a seguito della costruzione del Muro, la parte ovest della città era rimasta priva di numerosi musei. Oggi fa parte del Jüdisches Museum e ospita il caffè, il punto informazioni, gli uffici, oltre ad essere utilizzato come spazio per esposizioni.

### Giardino dell'Esilio
Il Giardino dell'Esilio è una superficie esterna al museo, cui si accede attraverso l'asse dell'esilio. È una superficie quadrata circondata da 49 colonne di cemento alte sei metri, in modo tale che dall'esterno non si possa vedere nulla. Il numero delle colonne è simbolico, infatti serve a ricordare l'anno di nascita dello stato d'Israele, il 1948, un'altra colonna, quella centrale, rappresenta invece Berlino ed è riempita all'interno di terreno proveniente da Gerusalemme. Sulla sommità delle colonne sono stati piantati alberi di olivagno. Essi sono il simbolo della pace e della speranza di un ritorno in patria. Ma significano anche che, come gli alberi riescono a mettere radici in spazi così impervi come la cavità di un pilastro, così anche coloro che sono esiliati in una lontana terra straniera possono trovare la ragione per continuare a vivere in un'altra patria. Libeskind ha voluto fare in modo che il visitatore provasse la stessa sensazione di straniamento e disagio che hanno provato gli ebrei esiliati, e per questo motivo ha costruito il piano di calpestio inclinato di sei gradi, di modo che, camminando tra i pilastri, si provi la sensazione di una mancanza di equilibrio.

### Torre dell'Olocausto
La Torre dell'Olocausto è posta alla fine dell'asse dell'olocausto e vi si accede aprendo una porta spessa e molto pesante. È una struttura completamente vuota, buia, non climatizzata (dunque fredda d'inverno e calda d'estate), che viene illuminata solo dalla luce indiretta del giorno che penetra attraverso una stretta fessura posta in alto sulla parete. Essa è collocata fuori dall'edificio, tuttavia riprende per forma e sistemazione i void che attraversano la costruzione. Essa è un "voided void" cioè un "vuoto svuotato" per usare le parole di Daniel Libeskind. Impossibile vedere fuori e capire dove si è; attutiti si sentono i rumori provenienti dall'esterno. Evidente e palpabile il significato simbolico che vuole ricreare la condizione degli ebrei deportati che non sapevano in quale luogo si trovavano e non potevano avere notizie. Simbolici diventano anche una scaletta metallica a circa due metri e mezzo dal pavimento usata per la manutenzione della copertura (mezzo di salvezza ma irraggiungibile come lo è stata per molti) e i fori nella parete per far entrare l'aria. Di essa, Daniel Libeskind dirà:
"Nella Torre dell'Olocausto non c'è nulla, solo una porta che si chiude. C'è solo un'eco. Si è liberi di fare quello che si vuole, di guardare dove si vuole. [...] ho creato questo spazio vuoto che è oscurità. Nient'altro che oscurità. Non c'è nulla di salvifico in questa oscurità. Ho però letto una storia, in cui una sopravvissuta, molti anni dopo, a Brooklyn, racconta che quando era rinchiusa nel vagone che la stava trasportando nel campo di concentramento, vide una linea di luce. In seguito, a Brooklyn, disse: "Non so che linea fosse, se fosse una fessura nel vagone oppure se mi sono immaginata la scia di fumo di un aereo fuori. In ogni caso mi sono attaccata a quella linea - ed è per questo che sono sopravvissuta."

### Il Cortile di Vetro
Fra i giardini del museo e l'antico edificio del Kollegianhaus si trova il cortile di vetro. Progettato da Daniel Libeskind nel 2006, l'architetto ha chiuso il cortile del palazzo barocco con un'ampia facciata in vetro sostenuta da quattro pilastri bianchi ognuno pesante 6 tonnellate che hanno l'aspetto di alberi con le loro ramificazioni. Per questa realizzazione Libeskind si è ispirato alla costruzione della sukka, una capanna improvvisata di rami e frasche che viene costruita durante il Sukkot o "festa della capanne". Rispettando la tradizione ebraica, in questo spazio è possibile volgendo lo sguardo verso il tetto vedere il cielo soprastante, incontrare persone e mangiare insieme a loro, infatti all'interno del cortile di vetro sono presenti la caffetteria e il ristorante del museo ebraico. La dimensione della socialità è per Daniel Libeskind qualcosa di importante che va addirittura oltre la festa delle capanne per arrivare a quella matrimoni ebraici che avvengono sotto un baldacchino (Chuppah). L'architetto statunitense parlando del cortile di vetro dirà:
"Una sukka è una specie di Chuppah. Un baldacchino, una costruzione connessa alla festa, del tutto compenetrata da questa dinamica. Io non volevo costruire solo un tetto con una corteccia di vetro e semplicemente sigillare la costruzione, quanto piuttosto creare un elemento permeabile che a modo suo si collegasse alla natura, qualcosa che ci ricordasse altre tradizioni che fanno parte del Museo Ebraico."

### I Giardini del Museo

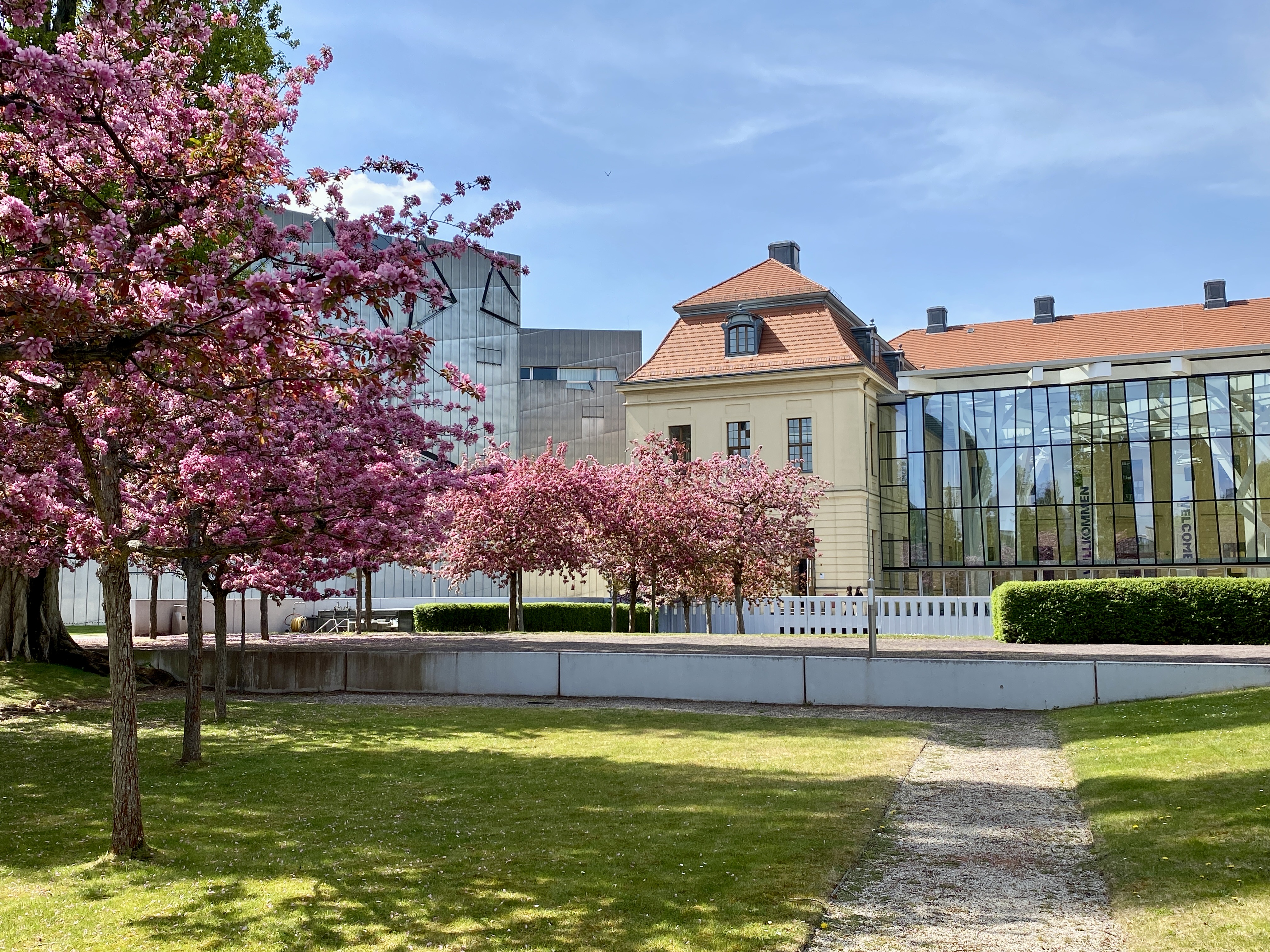
Giardino del Museo Ebraico di Berlino, con vista sull'antico edificio barocco del Kollegianhaus e sul nuovo edificio progettato da Daniel Libeskind.

Intorno all'antico edificio del palazzo del Kollegianhaus e al nuovo edificio progettato da Daniel Libeskind vi sono due giardini disegnati dagli architetti Hans Kollhoff e Arthur Ovaska. Ispirandosi ai giardini barocchi, come quelli presenti nella Reggia di Versailles, questi giardini sono strutture artificiali in cui la natura viene addomesticata. Si tratta di strutture con siepi e alberi ben tagliati, fontane e bacini d'acqua in cui esiste una simmetria degli assi.

## Installazione "Shalechet – Foglie cadute"

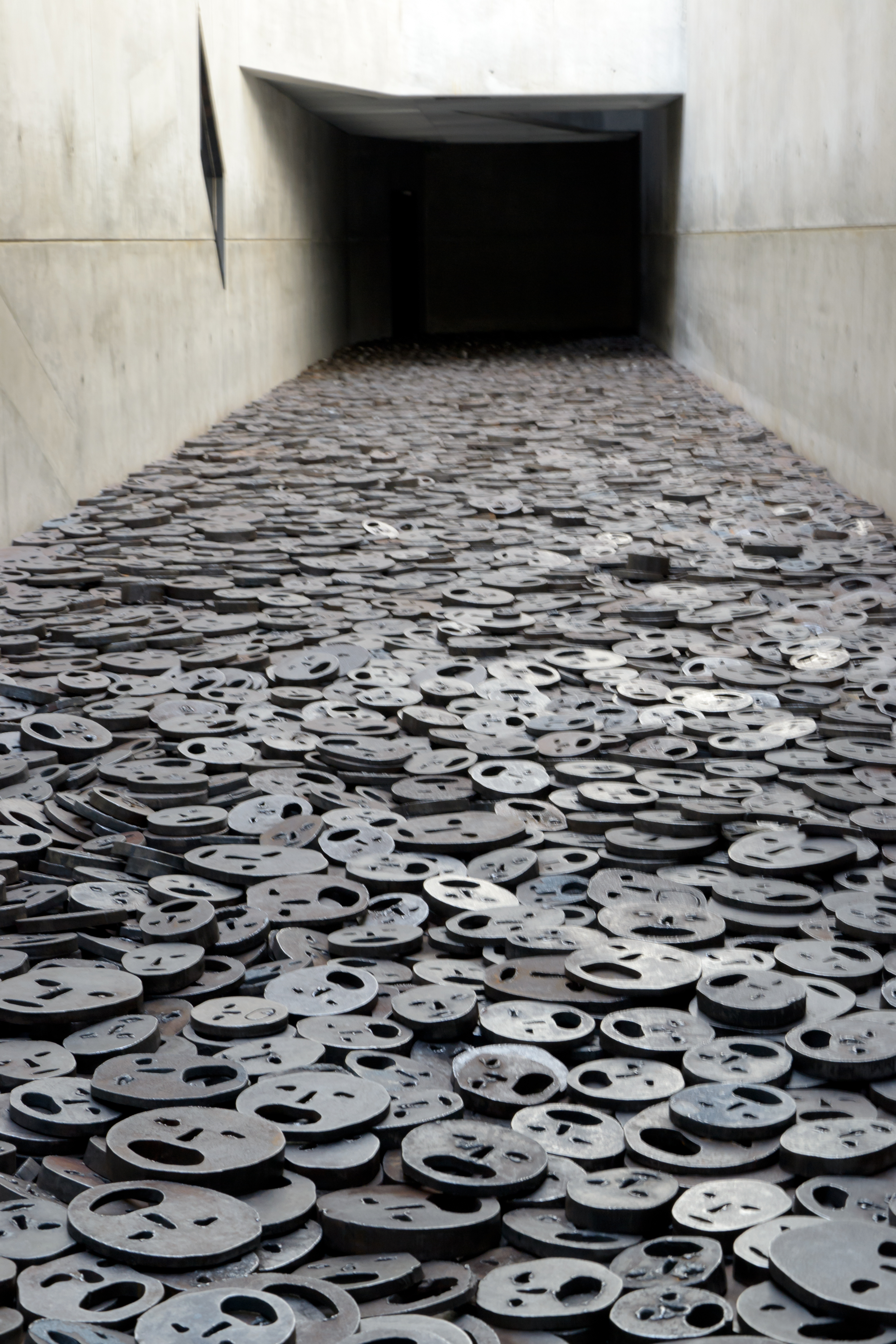
"Shalechet – Foglie cadute". Installazione artistica dell'artista israeliano Menashe Kadishman che ha dedicato quest'opera a tutte le vittime della guerra e della violenza

10 000 volti in acciaio punzonato sono distribuiti sul pavimento dello Spazio Vuoto della Memoria (Memory Void), l'unico void dell'edificio di Libeskind in cui è possibile entrare. L'artista israeliano Menashe Kadishman ha dedicato la sua opera non soltanto alle vittime della Shoah, ma a tutte le vittime di guerra e violenze. I visitatori sono invitati a camminare sui volti e ad ascoltare il fragore prodotto dalle lastre di metallo che sbattono l'una contro l'altra e contro le persone che passano. Il frastuono e l'angoscia per tutti quei morti fanno desiderare di uscire al più presto dalla sala, senza poter smettere di calpestare le teste delle vittime della Shoah. Di quest'opera Libeskind dirà:
"Il Memory Void è l'ultimo void. Ho avuto la possibilità di parlare con Kadishman, che era un grande scultore. E a mio parere questi suoi volti portano a compimento l'opera di Schömberg. Schömberg ha composto il Mosè e Aronne. I primi due atti si sviluppano come una specie di mosaico della scoperta di dio: non esiste però nessuna risposta. [...] Mosè qui non riceve risposta. Quindi ho pensato che la risposta risieda in questo memorabile mutare del punto di vista, nell'insicurezza riguardo ai fondamenti etici che seguiamo."

## Rafael Roth Learning Center
Il Rafael Roth Learning Center si trovava nei sotterranei del Museo Ebraico di Berlino fino a marzo 2017. Qui la storia ebraica è stata presentata in forma multimediale e interattiva in 17 postazioni informatiche per singoli visitatori e gruppi. Sotto le parole chiave "Cose", "Storie", "Volti", i visitatori hanno avuto modo di conoscere i punti salienti della collezione e di immergersi in grandi mostre virtuali - per esempio sulla vita di Albert Einstein o sull'immigrazione nell'Europa dell'Est tra il 1880 e il 1924. Le video interviste hanno offerto spunti sulla vita ebraica attuale in Germania. Il gioco per computer Sansanvis Park è stato sviluppato appositamente per i bambini. L'istituzione prende il nome dall'imprenditore immobiliare berlinese e mecenate Rafael Roth (1933-2013).
Nel corso della pianificazione di una nuova mostra permanente, il Museo Ebraico ha deciso di interrompere il Learning Center con le sue attrezzature tecniche dopo più di 15 anni di successo.

## Esposizioni

### Mostra permanente
La nuova mostra permanente intitolata “L’ebraismo in Germania – Tra storia e presente” è stata aperta il 23 agosto 2020. Coprendo più di 3.500 metri quadrati, racconta la storia degli ebrei in Germania dai loro inizi ai giorni nostri da una prospettiva ebraica.
La mostra è divisa in cinque capitoli storici, che vanno dagli inizi della vita ebraica in Ashkenaz al movimento di emancipazione dell'Illuminismo e il suo fallimento fino al presente. Il nazionalsocialismo e il capitolo dopo il 1945 occupano la maggior parte dello spazio. Qui, l'attenzione si concentra su argomenti come la restituzione e i risarcimenti, il rapporto con Israele e l'immigrazione russofona dal 1990. L'installazione video "Mesubin" (The Gathered), come "coro finale", rende visibile la polifonia della vita ebraica contemporanea. Otto sale tematiche si occupano degli aspetti religiosi dell'ebraismo e della sua pratica vissuta, delle collezioni familiari del museo, dell'arte e della musica. Cosa è sacro nel giudaismo? Come si celebra lo Shabbat? Qual è il suono del giudaismo? Oltre agli oggetti originali, la mostra presenta una grande varietà di mezzi audiovisivi, realtà virtuale, arte e giochi interattivi.
Tour storico - viste emozionanti
Un'installazione video nel Libeskind Building, l'opera "Drummerrsss" dell'artista israeliano Gilad Ratman, prodotta appositamente per la mostra, forma il preludio prima che i visitatori procedano attraverso gli assi e salgano la suggestiva scala nelle sale espositive. Lì, un punto di benvenuto progettato in modo scultoreo invita i visitatori ad arrivare e a partecipare.
Nel successivo tour della mostra, la narrazione storica si alterna con approfondimenti sulla cultura e la religione ebraica. Oltre alle presentazioni di oggetti classici, i visitatori possono anche aspettarsi installazioni artistiche, stazioni pratiche e realtà virtuale su due piani. Più che mai, la mostra presenta la ricchezza della collezione propria del museo: di più di 1000 oggetti, oltre il 70% proviene dal deposito del museo stesso.
Per 1700 anni, la cultura ebraica in Germania è stata strettamente intrecciata con l'ambiente circostante. Fasi di appartenenza e vicinanza hanno plasmato le relazioni ebraico-tedesche tanto quanto l'esclusione, l'arbitrarietà e la violenza. Gli ebrei di tutti i tempi hanno sviluppato le loro tradizioni religiose e secolari da questa interazione; l'ebraismo ashkenazita, e più tardi quello tedesco, è emerso dall'interazione permanente con l'ambiente.
Questo processo storico, lo sterminio degli ebrei europei nell'Olocausto, il nuovo inizio della vita ebraica in Germania dopo il 1945 e i temi del presente sono presentati nella nostra mostra permanente. I destini personali illustrano le diverse reazioni alle sfide storiche e politiche. Gli oggetti sottolineano la natura sfaccettata della storia - significati sorprendenti a volte diventano evidenti solo ad un esame più attento. Le domande attuali rendono chiaro che spesso più di una risposta può essere giustificata.
La mostra è stata progettata dalla joint venture chezweitz GmbH / Hella Rolfes Architekten BDA.

### La precedente mostra permanente
La precedente mostra permanente Zwei Jahrtausende deutsch-jüdischer Geschichte (duemila anni di storia ebraico-tedesca) è stata esposta da settembre 2001 a dicembre 2017. La precedente mostra permanente) forniva una visione della Germania dal punto di vista della sua minoranza ebraica a partire dalle città medievali chiamate "SchUM" cioè Spira, Worms e Magonza.
Il periodo barocco viene descritto attraverso il diario di Glikl bas Judah Leib (1646-1724, anche Glückl von Hameln), che illustra la sua vita di mercante ebrea ad Amburgo. Il XVIII secolo è descritto tramite l'eredità intellettuale e personale del filosofo Moses Mendelssohn (1729-1786). Il XIX è caratterizzato dall'emancipazione e dalle conquiste sociali e politiche e da una crescente prosperità. Le esperienze dei soldati ebrei tedeschi della prima guerra mondiale descrivono l'inizio del XX secolo. Nella sezione sul nazionalsocialismo, ai visitatori viene presentato come gli ebrei tedeschi hanno reagito alla loro crescente discriminazione e come ciò ha portato, ad esempio, alla fondazione di nuove scuole e servizi sociali ebraici. L'esclusione e l'annientamento degli ebrei, tuttavia, pose presto fine a queste iniziative. Dopo la Shoah, 250.000 sopravvissuti si sono trovati in campi per sfollati, dove hanno aspettato l'opportunità di emigrare. Allo stesso tempo, nuove piccole comunità ebraiche sono emerse in Oriente e in Occidente. Concludono la mostra i due grandi processi nazisti del dopoguerra: il processo di Francoforte Auschwitz (1963-1965) e il processo Majdanek a Düsseldorf (1975-1981). Il tour della mostra si conclude con un'installazione audio in cui gli ebrei cresciuti in Germania raccontano la loro infanzia e giovinezza dopo il 1945 segnando l'inizio di un nuovo capitolo della vita ebraica in Germania.

## Accademia
L'Accademia W. Michael Blumenthal nella ex Blumengroßmarkthalle
Daniel Libeskind ha anche progettato l'estensione dell'ex Blumengroßmarkthalle di Bruno Grimmek sul lato ovest di Lindenstrasse. L'inaugurazione e la successiva denominazione come Eric F. Ross Bau in onore del mecenate avvenne il 17 novembre 2012. L'Accademia ospita una sala eventi, l'archivio, la biblioteca e spazi per vari programmi educativi e per il personale accademico. Gli edifici sono raggruppati intorno al Giardino della Diaspora nell'atrio dell'edificio. Le piante di diverse zone climatiche sono alloggiate su piedistalli di acciaio senza contatto diretto con la terra e con poca luce naturale.
La piazza davanti all'accademia si chiama Fromet e Moses Mendelssohn Square dall'aprile 2013. La denominazione è stata preceduta da una lunga discussione a livello distrettuale, alla quale ha partecipato il Museo Ebraico.
L’apertura dell’accademia nel 2012 ha ampliato lo spettro delle nostre attività museali con i programmi accademici. Partendo dal compito del nostro museo di dedicarsi alla storia e alla cultura dell’ebraismo in Germania, i programmi accademici danno visibilità anche alle prospettive di altre minoranze religiose ed etniche. Nella visione del direttore e fondatore, W. Michael Blumenthal, a cui è stato intitolato l’edificio accademico, il Museo Ebraico di Berlino non ha soltanto il compito di presentare nelle mostre temi storici, religiosi e sociali, ma anche di seguire e analizzare con attenzione gli sviluppi politici e sociali, da un punto di vista ebraico. In tal senso, l’attenzione non è solo rivolta ai rapporti tra la popolazione di maggioranza e le minoranze, ma, soprattutto, allo scambio e all’interconnessione tra le minoranze.
Da questa filosofia è nato un programma di eventi, in cui vengono scandagliati i contrasti, le similitudini e le differenze teologiche, politiche e secolari tra l’ebraismo e le altre religioni e culture. Grazie ai programmi variegati, composti di letture, conferenze, workshop e tavoli di discussione, l’accademia offre una piattaforma per il confronto sui temi sociopolitici di oggi.

## Le mostre temporanee
Le mostre temporanee presentano un'ampia gamma di temi, epoche e generi. Tra le mostre più significative: Counterpoint: The Architecture of Daniel Libeskind (2003), 10+5=God (2004), Chrismukkah: Stories of Christmas and Hanukkah (2005–2006), Home and Exile (2006–2007), Typical: Clichés about Jews and Others (2008), Looting and Restitution: Jewish-Owned Cultural Artifacts from 1933 to the Present (2008–2009), Kosher & Co: On Food and Religion (2009–2010), e How German is it? 30 Artists' Notion of Home (2011–2012).

### Fonti
- Antonello Marotta, Daniel Libeskind, I Quaderni de l'Industria delle Costruzioni, Edilstampa, 2007
- Livio Sacchi, Daniel Libeskind. Museo ebraico, Berlino, Testo & Immagine, 1998.
- Daniel Libeskind, La linea del fuoco. Scritti, disegni, macchine, a cura di D. Gentili, Quodlibet 2014
- Autori Vari, Berlino, Le Grandi città Dell'Architettura, Solferino Editore, 2018
- Autori Vari, Berlino - Volume 5, Architetture e interni urbani, Corriere della sera, 2017
- Autori Vari, Daniel Libeskind | Intersezioni di memoeria - Volume 22, Lezioni di Architettura e Design, Corriere della Sera, 2016

### Testi di approfondimento
- (DE) Elke Dorner, Daniel Libeskind, Jüdisches Museum Berlin, Berlino, Gebr. Mann Verlag, 2006, ISBN 3-7861-2532-5.